# 净住胡同
净住胡同是北京市朝阳区的一条胡同。现已拆毁。

## 简介
净住胡同位于朝阳区和朝外街道西部。走向为东南至西北，胡同中段约100多米有六处拐弯，为朝阳区拐弯最多的胡同。净住胡同东起景升西街，西到朝外二条与盛管南巷相衔接，中间和朝外三条、朝外四条相交。净住胡同长310米，宽3米。胡同铺有沥青路面，为非机动车道和人行道。
净住胡同原有一座建于清朝的净住寺（寺院早已圮毁，遗址无存），又称“喇嘛庙”，故该胡同曾名“净住寺”。1975年普查地名时，更名为“净住胡同”。1990年代初，净住胡同除了胡同西口有一座简易二层小楼之外，西侧均为简陋的平房民宅。2003年，净住胡同拆除。原址现为悠唐生活广场等建筑。